# Der Ranger – Paradies Heimat: Zusammenhalt
Zusammenhalt ist ein deutscher Fernsehfilm von Thomas Jauch aus dem Jahr 2021. Es handelt sich um den achten und letzten Film der ARD-Reihe Der Ranger – Paradies Heimat. Die deutsche Erstausstrahlung erfolgte am 11. Februar 2022 auf dem ARD-Sendeplatz „Endlich Freitag im Ersten“.

## Handlung
Jonas und Emilia beobachten zusammen mit ihrem Aushilfsranger Leon, wie ein verletzter Rotmilan in Richtung des Hofs der Familie Fechner abstürzt. Leons Schwester Marie hat dies auch gesehen und den Vogel bereits versorgt, als die anderen dort eintreffen. Sie vermuten, dass er durch ein Windrad verletzt wurde. Kurz darauf stürzt noch ein zweiter Vogel ab, ihm kann nicht mehr geholfen werden. Jonas erklärt Marie, dass demnächst noch ein zweiter Windpark in der Nähe ihres Hofes erstellt werden soll. Er wurde für ein Gutachten angefragt. Marie ist schockiert, denn die Windräder sollen auf ihrem Land erstellt werden. Als Jonas mit Leon mit im Wald Wildkameras kontrolliert, rutscht Leon aus und stürzt den Hang hinunter. Glücklicherweise hat er nur eine Schramme am Kopf und leichte Schmerzen im Bein.
Marie arbeitet bei Karl Nollau im Hotel, weil sie wegen des Zwischenfalls zu spät zur Arbeit erscheint, kündigt Karl ihr auf Ende des Monats. Da Marie sich seit dem Tod ihrer Mutter um ihre Geschwister kümmert, ist sie aber auf den Job angewiesen. Eigentlich ist sie ausgebildete Falknerin, kann den Beruf deswegen aber nicht mehr ausführen. Sie will zusammen mit ihrem Bruder Leon wieder Weidewirtschaft auf dem Hof machen. Bei der Geburtstagsfeier von Monika erfahren alle aus der Familie, dass Karl hinter dem neuen Windpark steckt, nachdem der Plan mit der Biogasanlage gescheitert ist. Leon hat am nächsten Morgen Probleme mit seinem Bein, er kann plötzlich nicht mehr gehen und spürt in beiden Beinen nichts mehr. Jonas ruft sofort einen Krankenwagen.
Karl taucht bei Marie auf dem Hof auf und bietet ihr an, die Kündigung zu vergessen und verspricht ihr sogar eine Gehaltserhöhung. Dabei hat er einen Hintergedanken, denn er will ihr das Land für den neuen Windpark abschwatzen. Marie steigt aber nicht darauf ein, weil sie die Weiden selbst braucht und grundsätzlich gegen die Windpärke ist, da sich ständig Vögel verletzen. Im Krankenhaus stellt sich heraus, dass Leon eine Verletzung im Bereich der Lendenwirbel erlitten hat und ein Nerv eingeklemmt ist. Karl will sich als einziger zum neuen Vorsitzenden des Tourismusverbands wählen lassen, was Rike nicht gefällt. Deshalb kandidiert sie ebenfalls für das Amt. Karl will daraufhin über Monika Einfluss auf ihre Kinder nehmen, was kläglich scheitert.
Karl startet nochmals einen Versuch bei Marie, weil er erfahren hat, dass Leon eventuell für längere Zeit Pflege braucht und bietet ihr 60’000 Euro für die Pacht an. Dieses Mal stimmt sie zu und nimmt das Geld. Jonas bekommt das mit und will Marie umstimmen. Sie gibt ihm die Schuld an der Situation, weil er dabei war, als Leon sich schwer verletzte. Zudem hat sie Angst, dass man ihr die beiden kleineren Geschwister Greta und Ben wegnimmt.
Beim Besuch im Krankenhaus streiten sich Marie und Leon, als sie ihm gesteht, dass sie das Land an Karl verpachten will. Leon sagt ihr, Jonas habe keine Schuld an seinem Unfall, was sie aber nicht gelten lässt. Jonas sucht nach einer Lösung, wie er Marie helfen kann, denn er hat den Verdacht, dass sein Gutachten den Windpark verhindern wird und sie dann ohne Geld dasteht. Auch Emilia hat keine Chance bei Marie, alle Argumente zielen bei ihr ins Leere. Die Polizei bringt Lukas und Tim zu Karl ins Hotel, da sie sie an der Elbe beim Rauchen eines Joints erwischt wurden. Als er sie zu Rike bringt, stellt sich heraus, dass sie im Sägewerk Cannabis angebaut haben. Karl versucht natürlich sofort, die Situation zu seinem Vorteil auszunützen und wirft Rike vor, ihre Pflichten als Mutter wegen dem Wahlkampf zu vernachlässigen.
Während sich Jonas um Greta und Ben kümmert und mit ihnen einen Grillabend veranstaltet, geht Emilia mit Marie in den Ausgang, was sie seit vier Jahren nicht mehr getan hat. Sie merkt dabei nicht einmal, dass sie von einem attraktiven Mann beobachtet wird, bis Emilia sie darauf aufmerksam macht. Am nächsten Morgen ist Greta verschwunden, weil sie einen Streit mit Marie hatte. Marie hat eine Vermutung, wo Greta sein könnte, und holt sich Hilfe bei Jonas und Emilia. Sie finden sie auch dort, dabei stürzt Marie über einen Felsen ab. Jonas kann sie aber aus ihrer misslichen Lage retten.
Rike lässt die Ansage von Karl keine Ruhe, sie will ihre Kandidatur aufgeben, Jonas und Monika reden es ihr aus, indem sie ihr ihre Unterstützung zusichern. Prompt gewinnt sie die Wahl gegen Karl. Da Monika jubelt, stellt Karl gleich wieder alles in Frage. Sie macht ihm klar, dass die Familie Priorität hat. Jonas redet Klartext mit Lukas und Tim und brummt ihnen eine fette Strafe auf. Als die Operation von Leon gelingt, sieht auch Marie ein, dass sie Jonas ungerechterweise angegriffen hat. Als Jonas Marie später vor Ort erklärt, dass sein Gutachten den Windpark kippen wird, bricht der Streit aber gleich wieder auf. Marie will, dass er mit dem Gutachten wartet, bis sie den Pachtvertrag unterschrieben hat.
Da hat Jonas endlich eine Lösung bereit, der Nationalpark pachtet die Wiesen von Marie für 10 Jahre. Karl ist natürlich stinksauer und stößt Drohungen in alle Richtungen aus. Im Gespräch unter vier Augen will Karl von Jonas wissen, wieso er ihm immer in den Rücken fällt. Jonas entgegnet ihm, dass beide ihre Interessen vertreten müssen und dies vor der Familie kommt. Bei der Einweihung der neuen Ferienwohnung von Rike versöhnen sich alle wieder miteinander. Sogar der Verehrer von Marie ist da und wagt einen Tanz mit ihr.

## Hintergrund
Zusammenhalt wurde zeitgleich mit der siebten Folge Himmelhoch vom 20. Juli bis zum 15. September 2021 in der Sächsischen Schweiz gedreht. Produziert wurde der Film von der Neuen deutschen Filmgesellschaft.

## Rezeption

### Einschaltquote
Die Erstausstrahlung am 11. Februar 2022 im Ersten wurde von 3,68 Millionen Zuschauern gesehen, was einem Marktanteil von 12,5 % entspricht.

### Kritiken
Die Kritiker der Fernsehzeitschrift TV Spielfilm zeigten mit dem Daumen geradeaus und vergaben für die Spannung einen von drei möglichen Punkten. Das Fazit lautete: „Öde, hölzerne Welt, fernab jeglicher Realität“.